# Norbert Leser

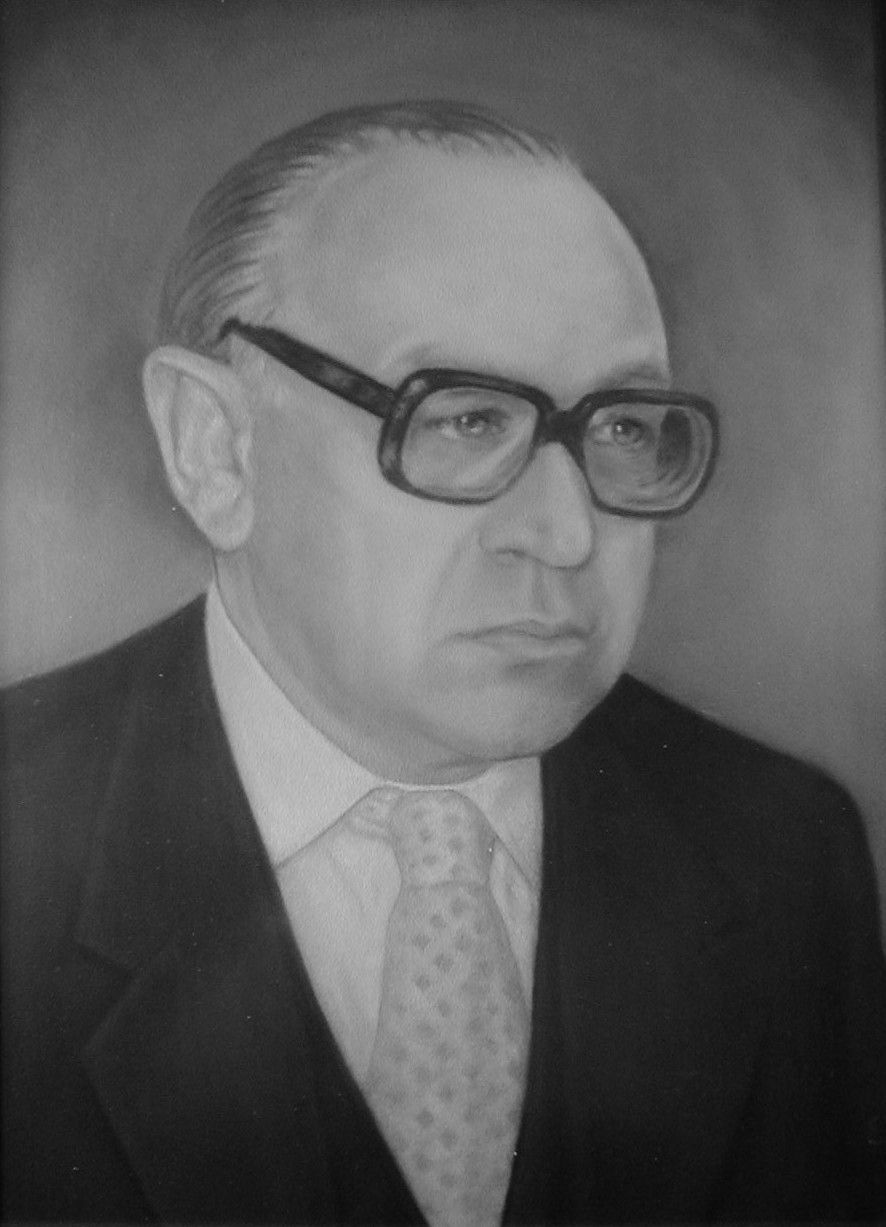
Norbert Leser, Gemälde von Ernst Bader 1987

Norbert Leser (* 31. Mai 1933 in Oberwart, Burgenland; † 31. Dezember 2014 in Eisenstadt, Burgenland) war ein österreichischer Sozialphilosoph, bekannt vor allem durch seine kritische Beschäftigung mit der österreichischen Sozialdemokratie. Er lehrte von 1971 bis 1980 als Professor für Politikwissenschaft an der Universität Salzburg, anschließend hatte er bis 2001 einen Lehrstuhl für Gesellschaftsphilosophie an der Universität Wien inne.

## Leben
Norbert Leser wurde 1933 im Burgenland geboren, dem östlichsten österreichischen Bundesland, dessen erster Landeshauptmann nach 1945 sein Onkel Ludwig Leser war. Er studierte Rechtswissenschaften und Soziologie an der Universität Wien und promovierte 1958 zum Dr. iur.
Seine Habilitation für Rechts- und Staatsphilosophie erfolgte 1969 an der Universität Graz. Danach war er von 1971 bis 1980 erster Ordinarius für Politikwissenschaft in Österreich, und zwar an der Universität Salzburg; von 1980 bis zu seiner Emeritierung im Jahr 2001 lehrte er als Ordinarius für Gesellschaftsphilosophie an der Universität Wien.
Ab 1984 leitete er das Ludwig-Boltzmann-Institut für neuere österreichische Geistesgeschichte.
Er war Mitglied des österreichischen PEN-Clubs.

## Werk
Bekanntheit erlangte er vor allem durch seine kritische Auseinandersetzung mit der österreichischen Sozialdemokratie und dem Austromarxismus. Seine Habilitationsschrift zu diesem Thema mit dem Titel „Zwischen Reformismus und Bolschewismus“ ist als Standardwerk anerkannt. Ein Anliegen war ihm auch die speziell in Österreich (historisch bedingt) schwierige Annäherung zwischen Sozialdemokratie und christlichem Glauben.
Er ist Autor und Herausgeber zahlreicher Bücher und Beiträge in Zeitschriften und Sammelbänden. Seine philosophischen Schriften umfassen die Geschichte der politischen Ideen, Zeitgeschichte, Rechts- und Staatsphilosophie, Marxismus und Sozialdemokratie, Christentum und Katholizismus, Gottesfrage etc.
Die interdisziplinäre Breite seines Werkes, aber auch seine Bedeutung und Anerkennung wird speziell in der von seinem früheren Mitarbeiter Erwin Bader herausgegebenen Festschrift deutlich, an der 38 namhafte Wissenschafter von 16 Fachrichtungen und 14 Universitäten unterschiedlicher Staaten mitwirkten.
Leser starb am 31. Dezember 2014 in Eisenstadt. Er wurde am Hietzinger Friedhof bestattet.

## Auszeichnungen
- 1967: Dr.-Karl-Renner-Publizistikpreis des Österreichischen Journalisten-Clubs
- 1978: Österreichisches Ehrenkreuz für Wissenschaft und Kunst I. Klasse[4]
- 1991: Kardinal-Innitzer-Preis (Würdigungspreis für Geisteswissenschaften)
- 1992: Korrespondierendes Mitglied der Österreichischen Akademie der Wissenschaften
- 1993: Leopold-Kunschak-Preis[5]
- 1999: Preis der Stadt Wien für Geisteswissenschaften
- Träger des Ehrenbandes der K.Ö.L. Maximiliana Wien

## Werke

### Herausgeberschaft
- Werk und Widerhall, 1964
- Religion und Kultur an Zeitenwenden, 1984
- Heer-Schau, 1985
- Macht und Gewalt in der Politik und Literatur des 20. Jahrhunderts, 1985
- Theodor Herzl und das Wien des „Fin de siècle“, 1987
- Österreichs politische Symbole, 1994
- 1927 – als die Republik brannte, 2002

### Monographien
- Zwischen Reformismus und Bolschewismus, 1968
- Die Odyssee des Marxismus, 1971
- Jenseits von Marx und Freud, 1980
- Das geistige Leben Wiens in der Zwischenkriegszeit, 1981
- Grenzgänger, 2 Bde., 1981/82
- Sozialphilosophie, 1984
- Genius Austriacus, 1986
- Salz der Gesellschaft, 1988
- Von Leser zu Leser, 1992
- Elegie auf Rot, 1998
- „… auf halben Wegen und zu halber Tat …“ Politische Auswirkungen einer österreichischen Befindlichkeit, 2000
- Gottes Türen und Fenster, 2001
- Zeitzeuge an Kreuzwegen, 2003
- Der Sturz des Adlers: 120 Jahre österreichische Sozialdemokratie, 2008
- Skurrile Begegnungen – Mosaike zur österreichischen Geistesgeschichte, Vorwort William M. Johnston, 2011
- Gott lässt grüßen – Wider die Anmaßung des Reduktionismus und Evolutionismus, Geleitwort Anton Zeilinger, 2013